# Rough Rock, Arizona
Rough Rock je naseljeno područje za statističke svrhe u američkoj saveznoj državi Arizona. Prema popisu stanovništva iz 2010. u njemu je živjelo 414 stanovnika.